# تونجلی
تونجلی (به کردی: ده‌رسیم) شهری است در کشور ترکیه که در استان تونجلی واقع شده‌است. جمعیت این شهر بر اساس سرشماری سال ۲۰۰۸ میلادی ۲۸٬۵۸۶ نفر و بر اساس برآوردهای سال ۲۰۰۹ میلادی ۳۰٬۰۸۱ نفر می‌باشد. این شهر دارای اکثریت کردها استو محل شورش درسیم بوده‌است.

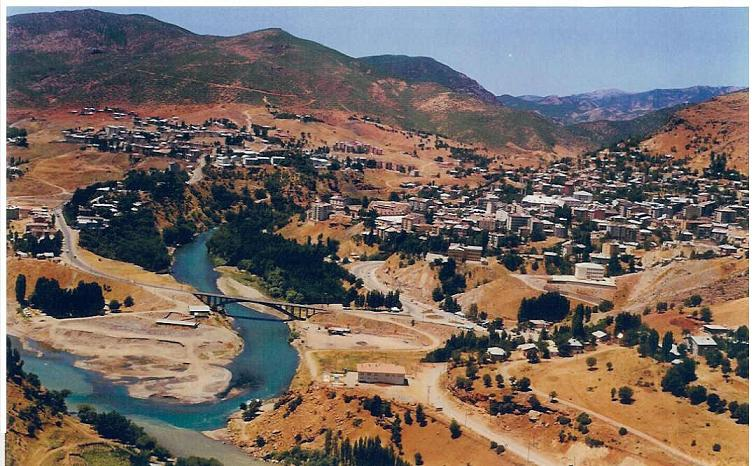
شهر تونجلی یا ده‌رسیم

## تاریخچه
در زمان امپراتوری عثمانی، این شهر را کلان یا مامکی می‌نامیدند و بخشی از منطقه ای به نام درسیم بود. تونج(tunç) در زبان ترکی به معنای «برنز» و اِلی (eli ) در لغت به معنای مُشت است. تونجلی نام عملیات نظامی بود که تحت ان کشتار درسیم انجام شد.
مورخان و جغرافی دانان یونان باستان منطقه درسیم را دارانیس(Daranis) و درکسن(Derksene) گفته‌اند.

## فرهنگ
در منابع قرن ۱۹ و ۲۰ نشان داده آمده‌است که کردهای علوی منطقه درسیم از نظر اعتقادی با علویان قزلباش آناتولی بسیار متفاوت هستند. کردهای علوی همیشه قبل از طلوع آفتاب از خواب بیدار می‌شوند و به خورشید سلام می‌کنند. جشن گرفتن این روز در میان کردهای علوی نشان می‌دهد که ایمان آنها با آیین کردی ایزدی نیز مرتبط است. کردهای درسیم که با نام علوییت همچنان به عقیده خود ادامه می‌دهند و در میان آنها عقیده آنها را حق یا راه حق نامیده می‌شود، در ریشه پیوندهای محکمی با دین زرتشتی دارند تقدس آتش، توجه به کردار، گفتار و افکار مردم، پوشش زنان به سبک زرتشتی، خالکوبی روی دست و صورت. مردم. نمادهای دین زرتشتی بر روی قالی‌ها و قالی‌های آن‌ها بخشی از روابط علویان کردهای درسیم با دین زرتشتی را نشان می‌دهد. 

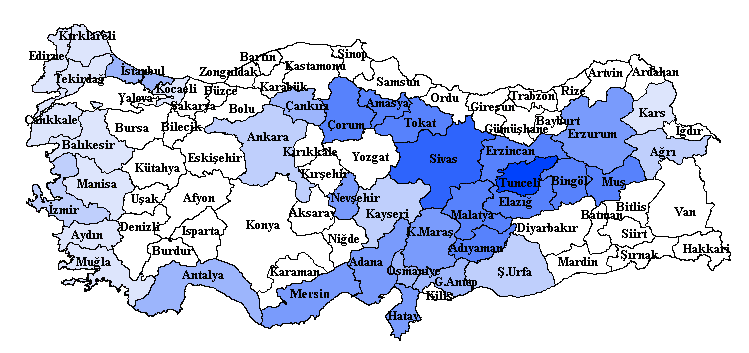
پراکندگی علوی‌ها در کشور ترکیه